# Abrupolis
Abrupolis (altgriechisch Ἀβρουπόλις) war in der Zeit von vor 179 bis nach 172 v. Chr. ein König des thrakischen Stamms der Sapäer.
Abrupolis wurde nach 200 v. Chr. unter die Freunde und Bundesgenossen (amici et socii) der Römer aufgenommen. Er fiel nach dem Tod des makedonischen Königs Philipp V. (179 v. Chr.)  in das Territorium von dessen Sohn und Nachfolger Perseus ein, verwüstete es bis Amphipolis und annektierte die Goldbergwerke des Pangaion. Perseus’ Gegenoffensive vertrieb ihn dann aber aus seinem Reich. Die Römer reagierten nicht sofort auf die Entmachtung ihres Alliierten. Diese diente ihnen erst später (172 v. Chr.) als Kriegsgrund gegen den Makedonenkönig. Sie verlangten, dass Perseus seinen Gegner Abrupolis wieder in dessen Herrschaft einsetzen müsse. Über das spätere Leben und das Todesjahr des Abrupolis liegt keine Überlieferung vor.